# Gottfried Haberler
Gottfried von Haberler (Purkersdorf, Austria, 20 de julio de 1900 - Washington D. C., 6 de mayo de 1995). Economista, entró en contacto con la escuela austríaca. Estudió con Friedrich von Wieser y Ludwig von Mises. Obtuvo el doctorado en la Universidad de Viena en 1924. En 1936 se exilió en los Estados Unidos, donde dirigió el departamento de Economía de la Universidad de Harvard, donde trabajó junto con Joseph Schumpeter. Se hizo famoso por sus estudios sobre comercio internacional y sobre el ciclo económico.
Entre 1950 y 1951 fue presidente de la International Economic Asociation y fue director del National Bureau of Economic Research en 1955. En 1957 el GATT lo designó como jefe de una investigación sobre commodities. 
Desde 1971 Haberler se desempeñó como experto del American Enterprise Institute.

## Obras
- Der Sinn der Indexzahlen, 1927.
- "Irving Fisher's Theory of Interest", 1931, QJE.
- "Money and the Business Cycle", in Wright (ed.), Gold and Monetary Stabilization, 1932
- Der Internationale Handel, 1933.
- The Theory of International Trade, 1936.
- "Mr Keynes' Theory of the Multiplier", 1936, ZfN
- Prosperity and Depression: A theoretical analysis of cyclical movements], 1937. Prosperidad y depresión: análisis teórico de los movimientos cíclicos. Traducción de Gabriel Franco y Javier Márquez. México: Fondo de Cultura Económica, 1945. Segunda Eduición, 1953.
- La teoría del "multiplicador" de Keynes: una crítica metodológica, 1938.
- "The General Theory After Ten Years", in Harris (ed.), The New Economics, 1947.
- "The Market for Foreign Exchange and the Stability of the Balance of Payments", 1949, Kyklos.
- "Some Problems in the Pure Theory of International Trade", 1950, EJ.
- "The Pigou Effect Once More", 1952, JPE.
- "Sixteen Years Later", in Lekachman (ed.), Keynes's General Theory, 1963.
- "Integration and Growth of the World Economy in perspective", 1964, AER.
- Money in the International Economy, 1965.
- Inflation: Its causes and cures, 1966.
- "Monetary and Fiscal Policy for Economic Stability and Growth", 1967, Il Político.
- "Theoretical Reflections on the Trade of Socialist Countries", 1968, in Brown and Neuberger (eds.), International Trade and Central Planning.
- Incomes Policy and Inflation, 1971.
- Economic Growth and Stability, 1974.
- Two Essays on the Future of the International Monetary Order, 1974.
- The World Economy and the Great Depression, 1976.
- The Problem of Stagflation: Reflection on the Microfoundation of Macroeconomic Theory and Policy, 1985.
- Essays of Gottfried Haberler (ed. A. Koo), 1985.
- The Liberal Economic Order, (ed. A. Koo), 1993.